# 帕塔波區
帕塔波區（西班牙語：Distrito de Pátapo），是秘魯的一個區，位於該國西北部蘭巴耶克大區的奇克拉約省，始建於1998年1月29日，面積182.81平方公里，海拔高度118米，2005年人口20,874，人口密度每平方公里110人。